# Zarząd Ochrony Przyrody i Parków Narodowych

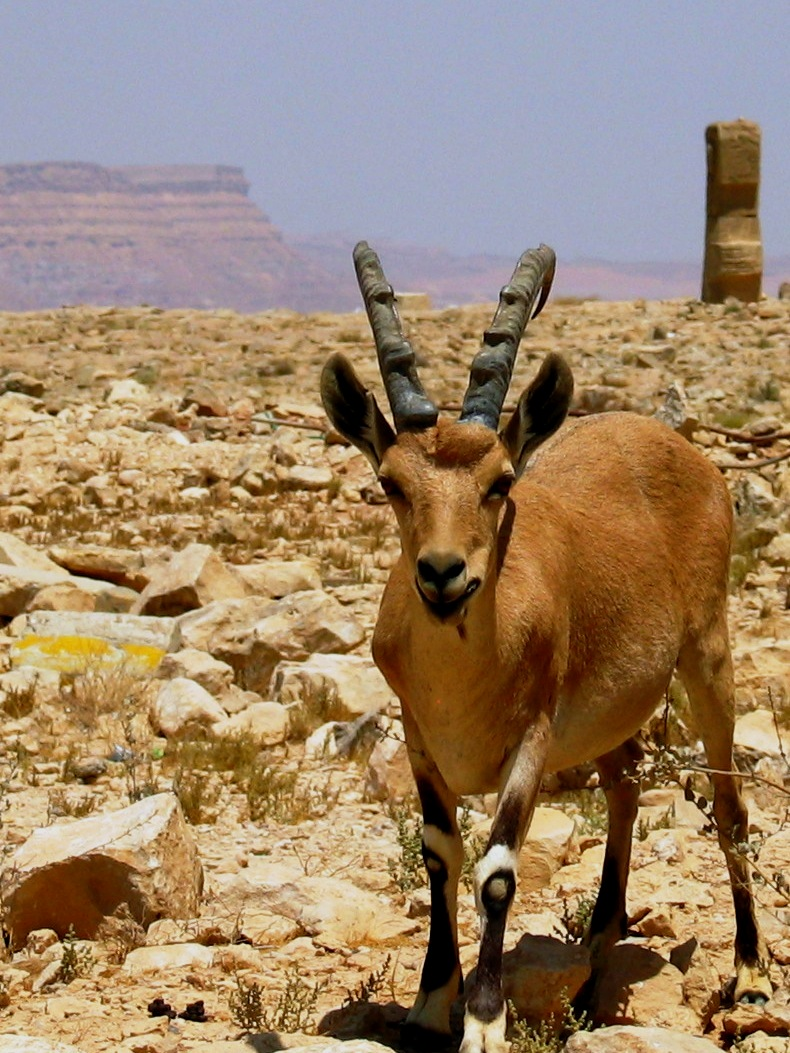
Koziorożec nubijski na pustyni Negew

Zarząd Ochrony Przyrody i Parków Narodowych (hebr. רשות הטבע והגנים, Raszut ha-tewa we-ha-gannim) – izraelska rządowa organizacja zarządzającą parkami narodowymi i rezerwatami przyrody w Izraelu. Powstała w kwietniu 1998 z połączenia dwóch organizacji, które wcześniej (od 1964) osobno zajmowały się rezerwatami przyrody i parkami narodowymi.
Organizacja zarządza 41 parkami narodowymi i 13 rezerwatami przyrody. Wszystkie parki i rezerwaty znajdują się w sześciu wydzielonych regionach:
1. Wzgórza Golan, Jezioro Tyberiadzkie i Górna Galilea
2. Dolna Galilea i doliny
3. Góra Karmel, wybrzeże i środkowy Izrael
4. Pustynia Judzka i Morze Martwe
5. pustynia Negew
6. Ejlat i Arawa.